# Saranthe gladioli
Saranthe gladioli är en strimbladsväxtart som beskrevs av Karl Moritz Schumann. Saranthe gladioli ingår i släktet Saranthe och familjen strimbladsväxter. Inga underarter finns listade.